# Коровье (Астраханская область)
Коровье — село в Володарском районе Астраханской области России. Входит в состав Алтынжарского сельсовета. Население 157 человек (2010), 99 % из них — казахи.

## География
Коровье расположено в юго-восточной части Астраханской области, в дельте реки Волги и находится на острове, образованным реками Корневая и Зеленинская, на правом берегу Корневой, в её излучине. Уличная сеть состоит из состоит из одного географического объекта: ул. Юрия Суюнчалиева (в память о начальнике криминальной милиции Красноярского РОВД Юрие Суюнчалиеве, 16 октября 1999 года ценой жизни предотворивший попытку террористического акта на территории газоперерабатывающего комплекса в Астраханской области). Абсолютная высота 26 метров ниже уровня моря
.
Климат
умеренный, резко континентальный, характеризуется высокими температурами летом и низкими — зимой, малым количеством осадков, а также большими годовыми и летними суточными амплитудами температуры воздуха.

## Население
| 2002 | 2010 |
| ---- | ---- |
| 129  | ↗157 |

Национальный и гендерный состав
По данным Всероссийской переписи в 2010 году, численность населения составляла 157 человек (78 мужчин и 79 женщин, 49,7 и 50,3 %% соответственно).
Согласно результатам переписи 2002 года, в национальной структуре населения казахи составляли 99 % от общей численности населения в 127 жителей.

## Инфраструктура
Рыбодобыча, животноводство.

## Транспорт
Просёлочные дороги. Водный транспорт.